# Mythicomyia minor
Mythicomyia minor är en tvåvingeart som beskrevs av Axel Leonard Melander 1961. Mythicomyia minor ingår i släktet Mythicomyia och familjen svävflugor. Inga underarter finns listade i Catalogue of Life.